# Petrus Ponetus
Petrus Ponetus (Ieper, 16e eeuw) was een Zuid-Nederlands pater karmeliet, predikant tegen het calvinisme.

## Levensloop
Ponetus werd bekend als predikant die met grote welsprekendheid de katholieke kerk verdedigde tegen het calvinisme. Hij verdedigde vooral de transsubstantiatie, de reële tegenwoordigheid van het lichaam en bloed van Christus in de Eucharistie. Het boek dat hij hieraan wijdde, droeg hij op aan Robert du Flocq, de abt van de Sint-Niklaasabdij in Veurne en aan Matthias Moerman, de proost van Voormezele.

## Publicatie
- Propugnaculum christiani dogmatis, de vera et corporali prœsentia corporis Christi in sacramento Eucharistiœ, ex omnibus ferè huius ętatis orthodoxis scriptoribus affabrè collectum, Antwerpen, Johannes Bellerus, 1565.